# Campeonato de España de selecciones de Balonmano 2024
El Campeonato de España de selecciones autonómicas (CESA) es un campeonato anual de balonmano organizado por la RFEBM base en el que participan las selecciones territoriales de España de las categorías juvenil, infantil y cadete. 
El miércoles 15 de noviembre, a las 12:00h. se sorteó el CESA 2024, que daría comienzo el 2 de enero en los pabellones de Gerona y Barcelona hasta el 7 de enero.

## Sedes
| N.º | Estadio                                     | Ciudad         | Provincia |
| --- | ------------------------------------------- | -------------- | --------- |
| 1   | Pab. Teresa María Roca (Pista 1)            | Mataró         | Barcelona |
| 2   | Ciudad Deportiva Blanes (Pista azul)        | Blanes         | Gerona    |
| 3   | Ciudad Deportiva Blanes (Pista roja)        | Blanes         | Gerona    |
| 4   | Ciudad Deportiva Blanes (Pista verde 1)     | Blanes         | Gerona    |
| 5   | Ciudad Deportiva Blanes (Pista verde 2)     | Blanes         | Gerona    |
| 6   | Ciudad Deportiva Blanes (Pista verde 3)     | Blanes         | Gerona    |
| 7   | Ciudad Deportiva Blanes (Pista verde 4)     | Blanes         | Barcelona |
| 8   | Lloret de Mar "Pompeu Fabra"                | Gerona         | Barcelona |
| 9   | Pab. Teresa María Roca (Pista 2)            | Mataró         | Barcelona |
| 10  | Pabellón Municipal de Calella (Parc Dalmau) | Calella        | Barcelona |
| 11  | Pabellón Germans Margall                    | Malgrat de Mar | Barcelona |
| 12  | Pabellón el Molí (Pista 2)                  | Lloret de Mar  | Gerona    |
| 13  | Pabellón el Molí (Pista 1)                  | Lloret de Mar  | Gerona    |
| 14  | Pabellón Municipal Nino Buscató             | Pineda de Mar  | Barcelona |
| 15  | CEM Can Xaubet                              | Santa Susana   | Barcelona |

## Competición

### Fase inicial

#### Juvenil

##### Juvenil femenino
| Equipo         | PJ | PG | PE | PP | GF | GC | PT | Clasificación |
| -------------- | -- | -- | -- | -- | -- | -- | -- | ------------- |
| Andalucía      | 3  | 3  | 0  | 0  | 87 | 77 | 6  | Fase final    |
| País Vasco     | 3  | 2  | 0  | 1  | 81 | 77 | 4  | Fase final    |
| Cataluña       | 3  | 0  | 1  | 2  | 81 | 85 | 1  | Fase final    |
| Com. de Madrid | 3  | 0  | 1  | 2  | 70 | 80 | 1  | Copa España   |

| Equipo             | PJ | PG | PE | PP | GF | GC  | PT | Clasificación |
| ------------------ | -- | -- | -- | -- | -- | --- | -- | ------------- |
| Com. Valenciana    | 3  | 2  | 1  | 0  | 98 | 63  | 5  | Fase final    |
| Navarra            | 3  | 2  | 1  | 0  | 87 | 76  | 5  | Fase final    |
| Castilla-La Mancha | 3  | 2  | 0  | 1  | 77 | 93  | 2  | Fase final    |
| Castilla y León    | 3  | 0  | 0  | 3  | 79 | 109 | 0  | Copa España   |

##### Juvenil masculino
| Equipo          | PJ | PG | PE | PP | GF  | GC | PT | Clasificación |
| --------------- | -- | -- | -- | -- | --- | -- | -- | ------------- |
| Cataluña        | 3  | 3  | 0  | 0  | 110 | 84 | 6  | Fase final    |
| Com. Valenciana | 3  | 1  | 1  | 1  | 94  | 95 | 3  | Fase final    |
| País Vasco      | 3  | 1  | 0  | 2  | 80  | 93 | 2  | Fase final    |
| Castilla y León | 3  | 0  | 1  | 2  | 86  | 98 | 1  | Copa España   |

| Equipo         | PJ | PG | PE | PP | GF | GC  | PT | Clasificación |
| -------------- | -- | -- | -- | -- | -- | --- | -- | ------------- |
| Andalucía      | 3  | 3  | 3  | 0  | 99 | 67  | 6  | Fase final    |
| Asturias       | 3  | 2  | 0  | 1  | 88 | 91  | 4  | Fase final    |
| Navarra        | 3  | 1  | 0  | 2  | 96 | 110 | 2  | Fase final    |
| Islas Canarias | 3  | 0  | 0  | 3  | 87 | 102 | 0  | Copa España   |

#### Cadete

##### Cadete femenino
| Equipo             | PJ | PG | PE | PP | GF | GC | PT | Clasificación |
| ------------------ | -- | -- | -- | -- | -- | -- | -- | ------------- |
| Com. Valenciana    | 3  | 3  | 0  | 0  | 89 | 75 | 6  | Fase final    |
| Com. de Madrid     | 3  | 2  | 0  | 1  | 88 | 78 | 4  | Fase final    |
| Castilla-La Mancha | 3  | 1  | 0  | 2  | 70 | 78 | 2  | Fase final    |
| Andalucía          | 3  | 0  | 0  | 3  | 76 | 92 | 0  | Copa España   |

| Equipo   | PJ | PG | PE | PP | GF  | GC | PT | Clasificación |
| -------- | -- | -- | -- | -- | --- | -- | -- | ------------- |
| Navarra  | 3  | 3  | 0  | 0  | 102 | 82 | 6  | Fase final    |
| Cataluña | 3  | 2  | 0  | 1  | 88  | 74 | 4  | Fase final    |
| Aragón   | 3  | 1  | 0  | 2  | 69  | 84 | 2  | Fase final    |
| Galicia  | 3  | 0  | 0  | 3  | 76  | 95 | 0  | Copa España   |

##### Cadete masculino
| Equipo         | PJ | PG | PE | PP | GF  | GC  | PT | Clasificación |
| -------------- | -- | -- | -- | -- | --- | --- | -- | ------------- |
| Navarra        | 3  | 3  | 0  | 0  | 107 | 92  | 6  | Fase final    |
| Cataluña       | 3  | 2  | 0  | 1  | 115 | 111 | 4  | Fase final    |
| Com. de Madrid | 3  | 1  | 0  | 2  | 107 | 108 | 2  | Fase final    |
| Aragón         | 3  | 0  | 0  | 3  | 94  | 112 | 0  | Copa España   |

| Equipo             | PJ | PG | PE | PP | GF | GC | PT | Clasificación |
| ------------------ | -- | -- | -- | -- | -- | -- | -- | ------------- |
| Com. Valenciana    | 3  | 3  | 0  | 0  | 96 | 81 | 6  | Fase final    |
| Castilla y León    | 3  | 2  | 0  | 1  | 87 | 85 | 4  | Fase final    |
| Galicia            | 3  | 1  | 0  | 2  | 85 | 89 | 2  | Fase final    |
| Castilla-La Mancha | 3  | 0  | 0  | 3  | 70 | 83 | 0  | Copa España   |

#### Infantil

##### Infantil femenino
| Equipo             | PJ | PG | PE | PP | GF | GC | PT | Clasificación |
| ------------------ | -- | -- | -- | -- | -- | -- | -- | ------------- |
| Castilla-La Mancha | 3  | 3  | 0  | 0  | 70 | 51 | 6  | Fase final    |
| Galicia            | 3  | 2  | 0  | 1  | 61 | 52 | 4  | Fase final    |
| Islas Canarias     | 3  | 1  | 0  | 2  | 69 | 68 | 2  | Fase final    |
| Cantabria          | 3  | 0  | 0  | 3  | 47 | 76 | 0  | Copa España   |

| Equipo          | PJ | PG | PE | PP | GF | GC | PT | Clasificación |
| --------------- | -- | -- | -- | -- | -- | -- | -- | ------------- |
| Andalucía       | 3  | 2  | 1  | 0  | 62 | 46 | 5  | Fase final    |
| Navarra         | 3  | 2  | 0  | 1  | 58 | 60 | 4  | Fase final    |
| Castilla y León | 3  | 1  | 1  | 1  | 54 | 44 | 3  | Fase final    |
| Com. Valenciana | 3  | 0  | 0  | 3  | 47 | 71 | 0  | Copa España   |

##### Infantil masculino
| Equipo             | PJ | PG | PE | PP | GF | GC | PT | Clasificación |
| ------------------ | -- | -- | -- | -- | -- | -- | -- | ------------- |
| Com. Valenciana    | 3  | 3  | 0  | 0  | 77 | 57 | 6  | Fase final    |
| Aragón             | 3  | 2  | 0  | 1  | 98 | 90 | 4  | Fase final    |
| Castilla-La Mancha | 3  | 1  | 0  | 2  | 79 | 78 | 2  | Fase final    |
| Asturias           | 3  | 0  | 0  | 3  | 66 | 95 | 0  | Copa España   |

| Equipo          | PJ | PG | PE | PP | GF  | GC  | PT | Clasificación |
| --------------- | -- | -- | -- | -- | --- | --- | -- | ------------- |
| Cataluña        | 3  | 3  | 0  | 0  | 100 | 67  | 6  | Fase final    |
| Andalucía       | 3  | 2  | 0  | 1  | 84  | 78  | 4  | Fase final    |
| Galicia         | 3  | 1  | 0  | 2  | 83  | 84  | 2  | Fase final    |
| Castilla y León | 3  | 0  | 0  | 3  | 71  | 109 | 0  | Copa España   |

### Fase final[3]

##### Juvenil femenino
|  | Cuartos de final | Cuartos de final |                 |          | Semifinales     | Semifinales  |  |  | Final | Final |
|  |                  |                  |                 |          |                 |              |  |  |       |       |
|  |                  |                  |                 |          |                 |              |  |  |       |       |
|  |                  |                  |                 |          |                 |              |  |  |       |       |
|  |                  |                  |                 |          |                 |              |  |  |       |       |
|  |                  |                  |                 |          |                 |              |  |  |       |       |
|  |                  |                  |                 |          |                 |              |  |  |       |       |
|  | Andalucía        | 33               |                 |          |                 |              |  |  |       |       |
|  | Andalucía        | 33               |                 |          |                 |              |  |  |       |       |
|  |                  | Cataluña         | 30              |          |                 |              |  |  |       |       |
|  |                  | Cataluña         | 30              |          |                 |              |  |  |       |       |
|  |                  |                  |                 |          |                 |              |  |  |       |       |
|  |                  |                  |                 |          |                 |              |  |  |       |       |
|  | Andalucía        | 33               |                 |          |                 |              |  |  |       |       |
|  | Andalucía        | 33               |                 |          |                 |              |  |  |       |       |
|  |                  | País Vasco       | 29              |          |                 |              |  |  |       |       |
|  | Com. Valenciana  | País Vasco       | 29              | 37       |                 |              |  |  |       |       |
|  | Com. Valenciana  |                  |                 | 37       |                 |              |  |  |       |       |
|  | Murcia           | 37               |                 |          |                 |              |  |  |       |       |
|  | Murcia           | 37               | Com. Valenciana | 28       | Tercer lugar    | Tercer lugar |  |  |       |       |
|  |                  |                  | Com. Valenciana | 28       |                 |              |  |  |       |       |
|  |                  | País Vasco       | 30              |          |                 |              |  |  |       |       |
|  | País Vasco       | País Vasco       | 30              | 32       | Com. Valenciana | 26           |  |  |       |       |
|  | País Vasco       |                  |                 | 32       | Com. Valenciana | 26           |  |  |       |       |
|  | Galicia          | 23               |                 | Cataluña | 19              |              |  |  |       |       |
|  | Galicia          | 23               |                 |          | 19              |              |  |  |       |       |
|  |                  |                  |                 |          |                 |              |  |  |       |       |
|  |                  |                  |                 |          |                 |              |  |  |       |       |

##### Juvenil masculino
|  | Cuartos de final | Cuartos de final |           |            | Semifinales     | Semifinales  |  |  | Final | Final |
|  |                  |                  |           |            |                 |              |  |  |       |       |
|  |                  |                  |           |            |                 |              |  |  |       |       |
|  |                  |                  |           |            |                 |              |  |  |       |       |
|  |                  |                  |           |            |                 |              |  |  |       |       |
|  |                  |                  |           |            |                 |              |  |  |       |       |
|  |                  |                  |           |            |                 |              |  |  |       |       |
|  | Cataluña         | 39               |           |            |                 |              |  |  |       |       |
|  | Cataluña         | 39               |           |            |                 |              |  |  |       |       |
|  |                  | País Vasco       | 34        |            |                 |              |  |  |       |       |
|  |                  | País Vasco       | 34        |            |                 |              |  |  |       |       |
|  |                  |                  |           |            |                 |              |  |  |       |       |
|  |                  |                  |           |            |                 |              |  |  |       |       |
|  | Cataluña         | 33               |           |            |                 |              |  |  |       |       |
|  | Cataluña         | 33               |           |            |                 |              |  |  |       |       |
|  |                  | Andalucía        | 27        |            |                 |              |  |  |       |       |
|  | Andalucía        | Andalucía        | 27        | 30         |                 |              |  |  |       |       |
|  | Andalucía        |                  |           | 30         |                 |              |  |  |       |       |
|  | Madrid           | 30               |           |            |                 |              |  |  |       |       |
|  | Madrid           | 30               | Andalucía | 31         | Tercer lugar    | Tercer lugar |  |  |       |       |
|  |                  |                  | Andalucía | 31         |                 |              |  |  |       |       |
|  |                  | Com. Valenciana  | 26        |            |                 |              |  |  |       |       |
|  | Com. Valenciana  | Com. Valenciana  | 26        | 35         | Com. Valenciana | 32           |  |  |       |       |
|  | Com. Valenciana  |                  |           | 35         | Com. Valenciana | 32           |  |  |       |       |
|  | Aragón           | 29               |           | País Vasco | 31              |              |  |  |       |       |
|  | Aragón           | 29               |           |            | 31              |              |  |  |       |       |
|  |                  |                  |           |            |                 |              |  |  |       |       |
|  |                  |                  |           |            |                 |              |  |  |       |       |

##### Cadete femenino
|  | Cuartos de final | Cuartos de final |         |            | Semifinales  | Semifinales  |  |  | Final | Final |
|  |                  |                  |         |            |              |              |  |  |       |       |
|  |                  |                  |         |            |              |              |  |  |       |       |
|  |                  |                  |         |            |              |              |  |  |       |       |
|  |                  |                  |         |            |              |              |  |  |       |       |
|  |                  |                  |         |            |              |              |  |  |       |       |
|  |                  |                  |         |            |              |              |  |  |       |       |
|  | Cataluña         | 27               |         |            |              |              |  |  |       |       |
|  | Cataluña         | 27               |         |            |              |              |  |  |       |       |
|  |                  | Com. Valenciana  | 34      |            |              |              |  |  |       |       |
|  |                  | Com. Valenciana  | 34      |            |              |              |  |  |       |       |
|  |                  |                  |         |            |              |              |  |  |       |       |
|  |                  |                  |         |            |              |              |  |  |       |       |
|  | Com. Valenciana  | 25               |         |            |              |              |  |  |       |       |
|  | Com. Valenciana  | 25               |         |            |              |              |  |  |       |       |
|  |                  | Navarra          | 24      |            |              |              |  |  |       |       |
|  | Navarra          | Navarra          | 24      | 27         |              |              |  |  |       |       |
|  | Navarra          |                  |         | 27         |              |              |  |  |       |       |
|  | Castilla y León  | 27               |         |            |              |              |  |  |       |       |
|  | Castilla y León  | 27               | Navarra | 35         | Tercer lugar | Tercer lugar |  |  |       |       |
|  |                  |                  | Navarra | 35         |              |              |  |  |       |       |
|  |                  | País Vasco       | 30      |            |              |              |  |  |       |       |
|  | Madrid           | País Vasco       | 30      | 37         | Cataluña     | 35           |  |  |       |       |
|  | Madrid           |                  |         | 37         | Cataluña     | 35           |  |  |       |       |
|  | País Vasco       | 38               |         | País Vasco | 27           |              |  |  |       |       |
|  | País Vasco       | 38               |         |            | 27           |              |  |  |       |       |
|  |                  |                  |         |            |              |              |  |  |       |       |
|  |                  |                  |         |            |              |              |  |  |       |       |

##### Cadete masculino
|  | Cuartos de final     | Cuartos de final     |          |            | Semifinales  | Semifinales  |  |  | Final | Final |
|  |                      |                      |          |            |              |              |  |  |       |       |
|  |                      |                      |          |            |              |              |  |  |       |       |
|  |                      |                      |          |            |              |              |  |  |       |       |
|  |                      |                      |          |            |              |              |  |  |       |       |
|  |                      |                      |          |            |              |              |  |  |       |       |
|  |                      |                      |          |            |              |              |  |  |       |       |
|  | Navarra              | 36                   |          |            |              |              |  |  |       |       |
|  | Navarra              | 36                   |          |            |              |              |  |  |       |       |
|  |                      | País Vasco           | 33       |            |              |              |  |  |       |       |
|  |                      | País Vasco           | 33       |            |              |              |  |  |       |       |
|  |                      |                      |          |            |              |              |  |  |       |       |
|  |                      |                      |          |            |              |              |  |  |       |       |
|  | Cataluña             | 35                   |          |            |              |              |  |  |       |       |
|  | Cataluña             | 35                   |          |            |              |              |  |  |       |       |
|  |                      | Navarra              | 32       |            |              |              |  |  |       |       |
|  | Comunidad Valenciana | Navarra              | 32       | 34         |              |              |  |  |       |       |
|  | Comunidad Valenciana |                      |          | 34         |              |              |  |  |       |       |
|  | Madrid               | 34                   |          |            |              |              |  |  |       |       |
|  | Madrid               | 34                   | Cataluña | 36         | Tercer lugar | Tercer lugar |  |  |       |       |
|  |                      |                      | Cataluña | 36         |              |              |  |  |       |       |
|  |                      | Comunidad Valenciana | 30       |            |              |              |  |  |       |       |
|  | Cataluña             | Comunidad Valenciana | 30       | 34         | Madrid       | 41           |  |  |       |       |
|  | Cataluña             |                      |          | 34         | Madrid       | 41           |  |  |       |       |
|  | Andalucía            | 34                   |          | País Vasco | 34           |              |  |  |       |       |
|  | Andalucía            | 34                   |          |            | 34           |              |  |  |       |       |
|  |                      |                      |          |            |              |              |  |  |       |       |
|  |                      |                      |          |            |              |              |  |  |       |       |

##### Infantil femenino
|  | Cuartos de final | Cuartos de final |           |           | Semifinales  | Semifinales  |  |  | Final | Final |
|  |                  |                  |           |           |              |              |  |  |       |       |
|  |                  |                  |           |           |              |              |  |  |       |       |
|  |                  |                  |           |           |              |              |  |  |       |       |
|  |                  |                  |           |           |              |              |  |  |       |       |
|  |                  |                  |           |           |              |              |  |  |       |       |
|  |                  |                  |           |           |              |              |  |  |       |       |
|  | Cataluña         | 27               |           |           |              |              |  |  |       |       |
|  | Cataluña         | 27               |           |           |              |              |  |  |       |       |
|  |                  | Navarra          | 17        |           |              |              |  |  |       |       |
|  |                  | Navarra          | 17        |           |              |              |  |  |       |       |
|  |                  |                  |           |           |              |              |  |  |       |       |
|  |                  |                  |           |           |              |              |  |  |       |       |
|  | Cataluña         | 25               |           |           |              |              |  |  |       |       |
|  | Cataluña         | 25               |           |           |              |              |  |  |       |       |
|  |                  | Galicia          | 18        |           |              |              |  |  |       |       |
|  | Andalucía        | Galicia          | 18        | 24        |              |              |  |  |       |       |
|  | Andalucía        |                  |           | 24        |              |              |  |  |       |       |
|  | Madrid           | 24               |           |           |              |              |  |  |       |       |
|  | Madrid           | 24               | Andalucía | 20        | Tercer lugar | Tercer lugar |  |  |       |       |
|  |                  |                  | Andalucía | 20        |              |              |  |  |       |       |
|  |                  | Galicia          | 25        |           |              |              |  |  |       |       |
|  | Galicia          | Galicia          | 25        | 20        | Navarra      | 21           |  |  |       |       |
|  | Galicia          |                  |           | 20        | Navarra      | 21           |  |  |       |       |
|  | Castilla y León  | 18               |           | Andalucía | 20           |              |  |  |       |       |
|  | Castilla y León  | 18               |           |           | 20           |              |  |  |       |       |
|  |                  |                  |           |           |              |              |  |  |       |       |
|  |                  |                  |           |           |              |              |  |  |       |       |

##### Infantil masculino
|  | Cuartos de final   | Cuartos de final |          |        | Semifinales  | Semifinales  |  |  | Final | Final |
|  |                    |                  |          |        |              |              |  |  |       |       |
|  |                    |                  |          |        |              |              |  |  |       |       |
|  |                    |                  |          |        |              |              |  |  |       |       |
|  |                    |                  |          |        |              |              |  |  |       |       |
|  |                    |                  |          |        |              |              |  |  |       |       |
|  |                    |                  |          |        |              |              |  |  |       |       |
|  | Com. Valenciana    | 35               |          |        |              |              |  |  |       |       |
|  | Com. Valenciana    | 35               |          |        |              |              |  |  |       |       |
|  |                    | Andalucía        | 22       |        |              |              |  |  |       |       |
|  |                    | Andalucía        | 22       |        |              |              |  |  |       |       |
|  |                    |                  |          |        |              |              |  |  |       |       |
|  |                    |                  |          |        |              |              |  |  |       |       |
|  | Com. Valenciana    | 26               |          |        |              |              |  |  |       |       |
|  | Com. Valenciana    | 26               |          |        |              |              |  |  |       |       |
|  |                    | Cataluña         | 30       |        |              |              |  |  |       |       |
|  | Cataluña           | Cataluña         | 30       | 34     |              |              |  |  |       |       |
|  | Cataluña           |                  |          | 34     |              |              |  |  |       |       |
|  | Castilla-La Mancha | 34               |          |        |              |              |  |  |       |       |
|  | Castilla-La Mancha | 34               | Cataluña | 41     | Tercer lugar | Tercer lugar |  |  |       |       |
|  |                    |                  | Cataluña | 41     |              |              |  |  |       |       |
|  |                    | Aragón           | 26       |        |              |              |  |  |       |       |
|  | Aragón             | Aragón           | 26       | 43     | Andalucía    | 38           |  |  |       |       |
|  | Aragón             |                  |          | 43     | Andalucía    | 38           |  |  |       |       |
|  | Navarra            | 24               |          | Aragón | 30           |              |  |  |       |       |
|  | Navarra            | 24               |          |        | 30           |              |  |  |       |       |
|  |                    |                  |          |        |              |              |  |  |       |       |
|  |                    |                  |          |        |              |              |  |  |       |       |

### Equipos juveniles
| Juvenil femenino       | Juvenil femenino           |  | Juvenil masculino          | Juvenil masculino         |
| Andalucía              | Andalucía                  |  | Cataluña                   | Cataluña                  |
| Nombre                 | Club                       |  | Nombre                     | Club                      |
| Laura Sofía Anorh      | Málaga Costa del Sol       |  | Aaron Gutierrez Barquero   | FC Barcelona              |
| Ana Rocio Falcon Casas | CD Escolapios Montequinto  |  | Adria Joher Camps          | Club Balonmano Bordils    |
| Elena Torres Cabello   | Málaga Costa del Sol       |  | Alejandro Fernandez Perez  | FC Barcelona              |
| Hanna Milesz           | Málaga Costa del Sol       |  | Alex Ugalde Diez           | FC Barcelona              |
| Belen Jimenez Martin   | Málaga Costa del Sol       |  | Aniol More Gou             | Club Balonmano Bordils    |
| Blanca Alvarez Martin  | CD Escolapios Montequinto  |  | David Carreño Simarro      | Club Balonmano Granollers |
| Marta Regordán Silva   | CD Escolapios Montequinto  |  | Guido Bayo Giraudo         | FC Barcelona              |
| Carmen Fidalgo Duran   | CD Escolapios Montequinto  |  | Guillem Pino Uviedo        | FC Barcelona              |
| Belen Rodríguez Lario  | CD Escolapios Montequinto  |  | Jan Blas Clos              | FC Barcelona              |
| Elena Valdivia Reina   | Málaga Costa del Sol       |  | Jan Duran I Esteban        | Club Balonmano Granollers |
| Azahara Artero Bañares | C.Bm. Roquetas             |  | Oriol San Felipe Vilarrasa | FC Barcelona              |
| Monica Piñeira Calero  | AD. Maravillas Benalmádena |  | Pol Chaves Valera          | Club Balonmano Granollers |
| Sabado Mendy           | C.Bm. Roquetas             |  | Quim Rocas Perez           | FC Barcelona              |
| Adriana Ordoñez Mejías | AD. Maravillas Benalmádena |  | Roc Bertheas Cura          | FC Barcelona              |
| Lucía Jimenez Martín   | Málaga Costa del Sol       |  | Roc Guillazo Casas         | UE Sarrià                 |
| María Beltran Vidal    | C.Bm. Roquetas             |  | Xavier Moreno Gongora      | FC Barcelona              |

## Medallero
Tras cinco días de competición los resultados finales son los siguientes
| Evento             | Medalla de oro, Juegos Olímpicos | Medalla de plata, Juegos Olímpicos | Medalla de bronce, Juegos Olímpicos |
| ------------------ | -------------------------------- | ---------------------------------- | ----------------------------------- |
| Juvenil femenino   | Andalucía                        | País Vasco                         | Com. Valenciana                     |
| Juvenil masculino  | Cataluña                         | Andalucía                          | Com. Valenciana                     |
| Cadete femenino    | Com. Valenciana                  | Navarra                            | Cataluña                            |
| Cadete masculino   | Cataluña                         | Navarra                            | Cataluña                            |
| Infantil femenino  | Cataluña                         | Galicia                            | Navarra                             |
| Infantil masculino | Cataluña                         | Com. Valenciana                    | Andalucía                           |